# Józefów (powiat wieluński)
Józefów – wieś w Polsce położona w województwie łódzkim, w powiecie wieluńskim, w gminie Pątnów.
W latach 1975–1998 miejscowość należała administracyjnie do województwa sieradzkiego.